# Sally Field
Pour les articles homonymes, voir Field.
Sally Field, née le 6 novembre 1946 à Pasadena en Californie, est une actrice, productrice, réalisatrice et scénariste américaine.
Prix d'interprétation féminine du Festival de Cannes en 1979 pour Norma Rae, elle est également deux fois lauréate de l'Oscar de la meilleure actrice pour Norma Rae (1980) et Les Saisons du cœur (1985).

## Biographie

### Famille, formation et débuts
Sally Field est la fille de l'actrice Margaret Field et de Richard Dryden Field, un officier de l'armée américaine. Ils divorcent en 1950. Sa mère épouse plus tard l'acteur et cascadeur Jock Mahoney. Elle meurt le jour du 65e anniversaire de Sally, le 6 novembre 2011, à l'âge de 89 ans,,.
Après une enfance en Californie, elle se tourne vers des études supérieures à Birmingham High School (en) où elle s'intéresse au théâtre. Après des cours suivis à la Columbia et quelques castings, elle entame une carrière pour la télévision dans les années 1960, qui en fait une vedette populaire notamment grâce à des interprétations enjouées et des personnages extrêmement positifs.

### Carrière
Son rôle le plus marquant dans les années 1960 est sans contredit celui de sœur Bertrille dans La Sœur volante.[réf. nécessaire]
Dans les années 1970, soucieuse de faire évoluer sa carrière, Sally Field suit les cours de Lee Strasberg à l'Actors Studio qui l'initient à la « Méthode ».[réf. souhaitée]
Elle se tourne alors vers des rôles plus complexes, comme dans le téléfilm Sybil où elle campe une jeune femme atteinte de troubles de la personnalité. Si sa performance est gratifiée d'un Emmy Award, celle-ci, plus sombre qu'à l'accoutumée, déroute le grand public habitué à ses prestations comiques. Cette réussite assure néanmoins sa crédibilité dans le répertoire dramatique et lui ouvre les portes du cinéma.[réf. souhaitée]
Elle paraît d'abord privilégier les œuvres du circuit indépendant, engagées et soutenant une cause politique progressiste. Elle gagne ses galons de star internationale grâce à son rôle d'ouvrière syndicaliste dans Norma Rae de Martin Ritt qui lui vaut le Prix d'interprétation féminine du Festival de Cannes 1979 et l'Oscar de la meilleure actrice.[réf. souhaitée]

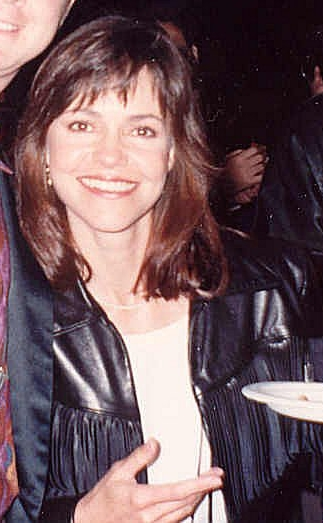
Sally Field en 1990.

Depuis, dans la comédie comme dans le drame, elle excelle dans l'interprétation naturaliste ou la composition de personnages volontaires, battants et charismatiques, auxquels le spectateur peut facilement s'identifier. Son rôle de veuve reprenant l'exploitation de la ferme familiale dans Les Saisons du cœur de Robert Benton, vaste fresque provincialiste, lui permet de gagner un nouvel Oscar en 1985.[réf. souhaitée]
Elle semble aimer jouer les mères-courage pleines d'entrain et d'espoir devant l'adversité, comme dans le controversé[réf. nécessaire] Jamais sans ma fille de Brian Gilbert en 1991 où elle incarne une ressortissante américaine retenue, avec sa fille, prisonnière en Iran par son mari. On la voit aussi souvent en femme active, issue d'un milieu socio-professionnel lui dictant sa conduite existentielle, comme dans Potins de femmes où elle donne la réplique à Julia Roberts, et La blonde contre-attaque où elle campe une députée dénuée de scrupules lorsqu'il s'agit de servir la cause des grands lobbies. Ses interprétations, même dans des seconds rôles, sont toujours appréciées du grand public, notamment celles dans Mrs Doubtfire de Chris Columbus et Forrest Gump de Robert Zemeckis.[réf. souhaitée]
Très prolifique, elle travaille également pour la télévision où elle a produit, écrit et réalisé plusieurs films. Récompensée aux Emmy Awards en 2007 pour Brothers and Sisters, elle s'est livrée dans son discours de remerciements à un réquisitoire contre la guerre, visant sans la nommer la politique de George W. Bush en Irak. Ses propos ont été en partie censurés et remontés par la chaîne Fox.[réf. souhaitée]
En 2022, elle est à l’affiche du drame Spoiler Alert, aux côtés de Jim Parsons, qui est ovationné par la critique,.

### Engagements
Lors du Festival de Cannes 1989, Sally Field est vice-présidente du jury du réalisateur allemand Wim Wenders (le cinéaste américain Francis Ford Coppola aurait dû être le président de cette 42e édition mais se désista), soit dix ans après avoir reçu le Prix d'interprétation lors de la 32e édition présidée par Françoise Sagan.[réf. souhaitée]

## Filmographie

### Actrice

#### Cinéma

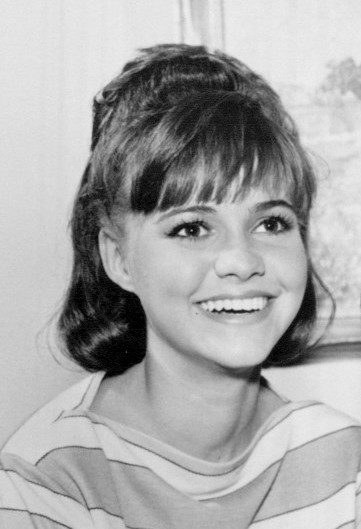
Sally Field en 1967 dans la série Gidget.

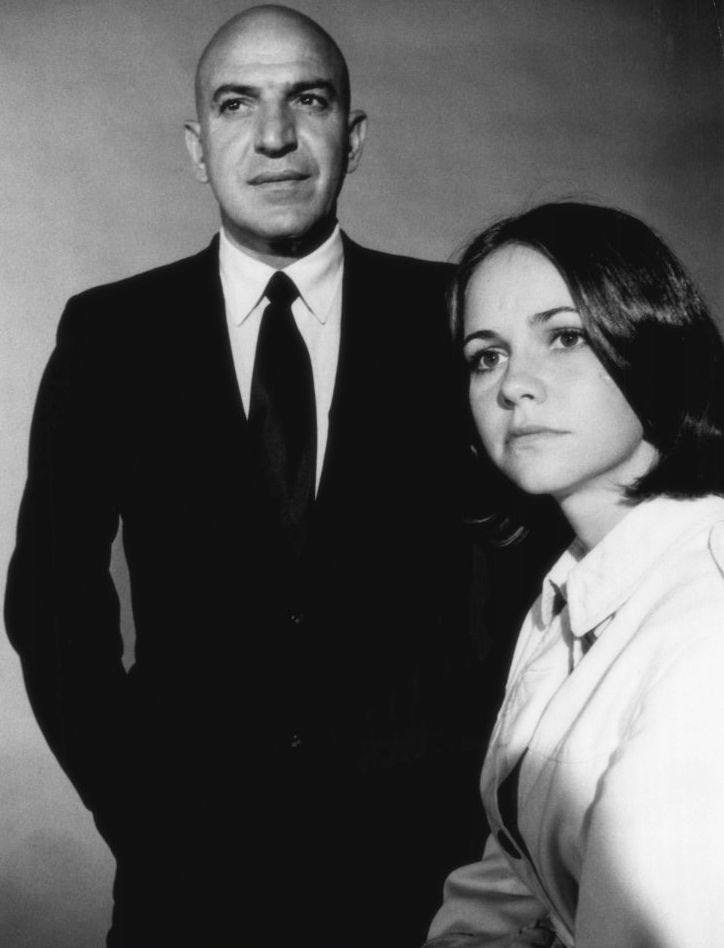
Aux côtés de Telly Savalas en 1971.

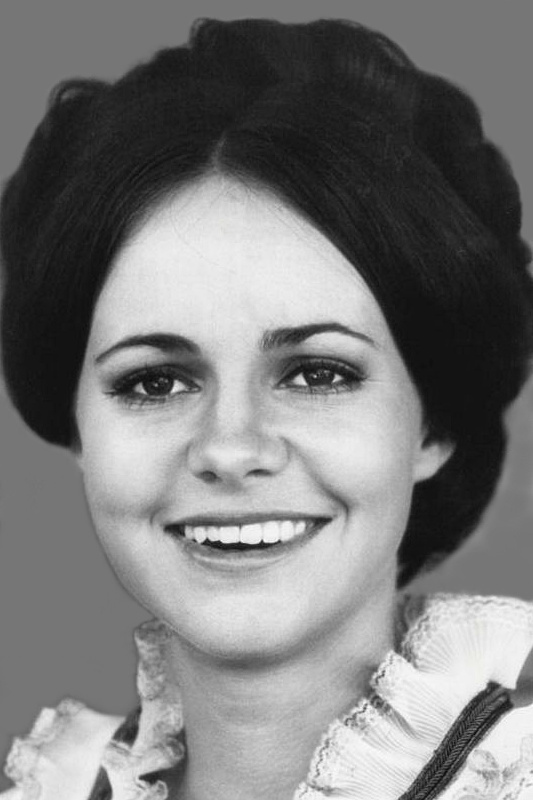
Sally Field en 1971 dans la série télévisée Opération Danger.

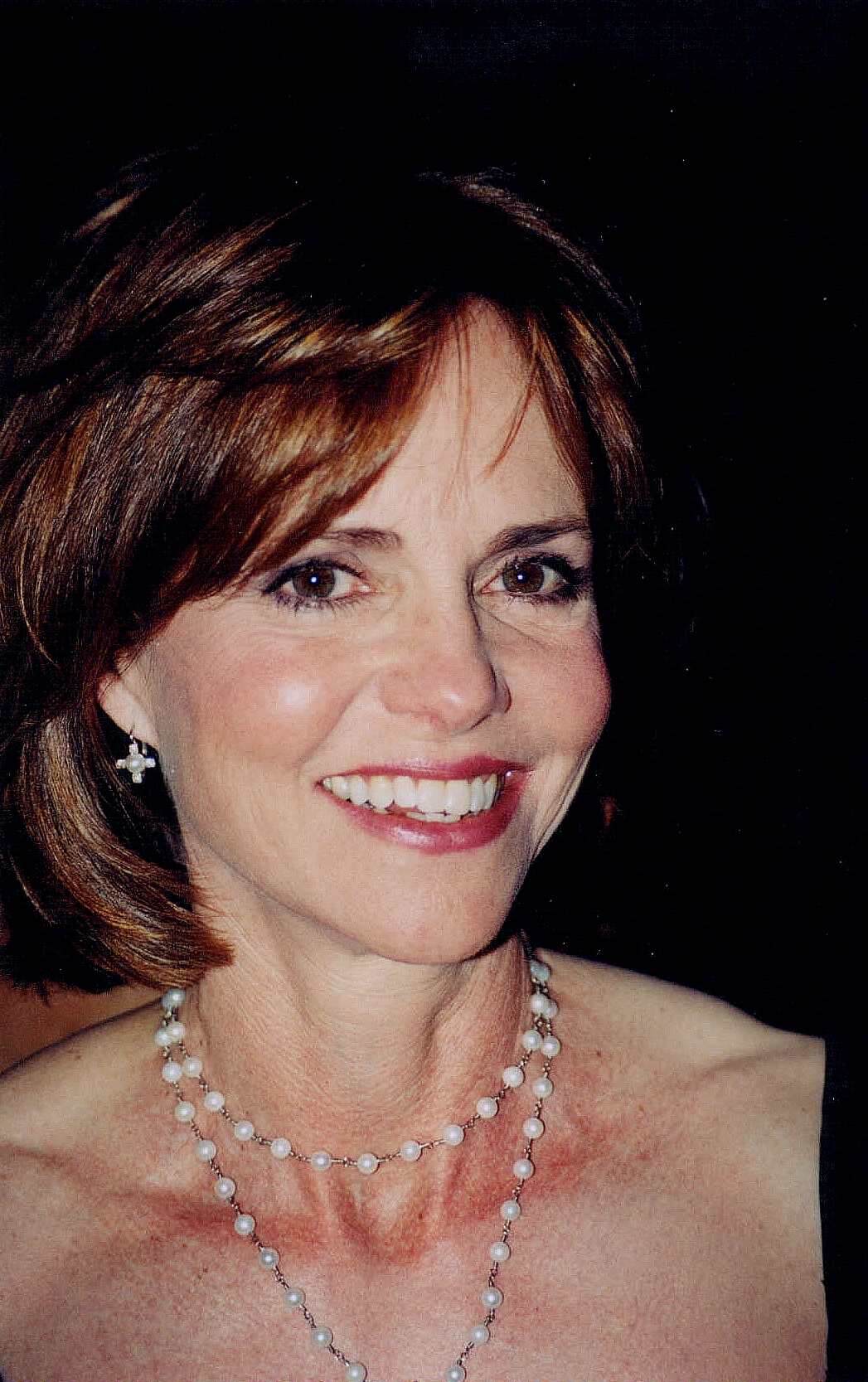
Sally Field en 2002.

- 1962 : Un pilote dans la Lune (Moon pilot) de James Neilson : Beatnik girl in line up - non crédité
- 1967 : La Route de l'Ouest (The Way West) d'Andrew McLaglen : Mercy McBee
- 1973 : Le Privé (The Long Goodbye) de Robert Altman : Sybille Tucsley
- 1976 : Stay Hungry de Bob Rafelson : Mary Tate Farnsworth
- 1977 : Cours après moi shérif (Smokey and the Bandit) de Hal Needham : Carrie / « Frog »
- 1977 : Héros (Heroes) de Jeremy Kagan : Carol Bell
- 1978 : Suicidez-moi docteur (The end) de Burt Reynolds : Mary Ellen
- 1978 : La Fureur du danger (Hooper) de Hal Needham : Gwen Doyle
- 1979 : Norma Rae de Martin Ritt : Norma Rae
- 1979 : Le Dernier Secret du Poseidon (Beyond the Poseidon Adventure) d'Irwin Allen : Celeste Whitman
- 1980 : Tu fais pas le poids, shérif ! (Smokey and the Bandit II) de Hal Needham : Carrie / « Frog »
- 1981 : Back Roads de Martin Ritt : Amy Post
- 1981 : Absence de malice (Absence of Malice) de Sydney Pollack : Megan Carter
- 1982 : Kiss Me Goodbye de Robert Mulligan : Kay Villano
- 1984 : Les Saisons du cœur (Places in the Heart) de Robert Benton : Edna Spalding
- 1985 : Murphy's Romance de Martin Ritt : Emma Moriarty
- 1987 : Cordes et discordes (Surrender) de Jerry Belson : Daisy Morgan
- 1988 : Le Mot de la fin (Punchline) de David Seltzer : Lilah Krytsick
- 1989 : Potins de femmes (Steel Magnolias) d'Herbert Ross : M’Lynn Eatenton
- 1991 : Jamais sans ma fille (Not without my Daughter) de Brian Gilbert : Betty Mahmoody
- 1991 : La télé lave plus propre (Soapdish) de Michael Hoffman : Celeste Talbert / Maggie
- 1993 : L’Incroyable Voyage (Homeward Bound: The Incredible Journey) de Duwayne Dunham : Sassy (voix)
- 1993 : Madame Doubtfire (Mrs. Doubtfire) de Chris Columbus : Miranda Hillard
- 1994 : Forrest Gump de Robert Zemeckis : Mme Gump
- 1996 : Au-delà des lois (Eye for an Eye) de John Schlesinger : Karen McCann
- 1996 : L'Incroyable Voyage 2 : À San Francisco (Homeward Bound 2: Lost in San Francisco) de David Richard Ellis : Sassy (voix)
- 2000 : Où le cœur nous mène (Where the Heart is) de Matt Williams : Mama Lil
- 2001 : Trop, c'est trop ! (Say It isn't So) de James B. Rogers : Valdine Wingfield
- 2003 : La blonde contre-attaque (Legally Blonde 2: Red, White & Blonde) de Charles Herman-Wurmfeld : la députée Victoria Rudd
- 2006 : Two Weeks de Steve Stockman : Anita Bergman
- 2008 : Le Secret de la Petite Sirène (The Little Mermaid: Ariel's Beginning) de Peggy Holmes : Marina (voix)
- 2012 : The Amazing Spider-Man de Marc Webb : tante May
- 2012 : Lincoln de Steven Spielberg : Mary Todd Lincoln
- 2014 : The Amazing Spider-Man : Le Destin d'un héros (The Amazing Spider-Man 2) de Marc Webb : Tante May
- 2015 : Hello, My Name Is Doris de Michael Showalter : Doris Miler
- 2023 : Tom Brady à tout prix (80 for Brady) de Kyle Marvin : Betty

#### Télévision
- 1965 : Gidget (série télévisée) : Frances Elizabeth « Gidget » Lawrence
- 1967 - 1970 : La Sœur volante (téléfilm) : sœur Bertrille (Elsie Ethrington)
- 1971 : Maybe I'll Come Home in the Spring (téléfilm) : Denise « Dennie » Miller
- 1971 : Hitched (en)'' (téléfilm) : Roselle Bridgeman
- 1971 : Marriage: Year One (téléfilm) : Jane Duden
- 1971 : Mongo's Back in Town (téléfilm) : Vikki
- 1972 : Home for the Holidays (téléfilm) : Christine Morgan
- 1973 : The Girl with Something Extra (série télévisée) : Sally Burton
- 1976 : Jim Bridger et Kit Carson (téléfilm) : Jennifer Melford
- 1976 : Sybil (téléfilm) : Sybil Dorsett
- 1981 : All the Way Home (téléfilm) : Mary Follet
- 1995 : Les Tourments du destin (feuilleton télévisé) : Bess Alcott Steed Garner
- 1997 : Merry Christmas, George Bailey (téléfilm) : Mme Bailey / narratrice
- 1998 : De la Terre à la Lune (feuilleton télévisé) : Trudy Cooper
- 1999 : Destins de femmes (téléfilm) : Iris
- 2000 : David Copperfield (téléfilm) : tante Betsey Trotwood
- 2000 - 2006 : Urgences (série télévisée) : Maggie Wiczenski
- 2002 : The Court (série télévisée) : Justice Kate Nolan
- 2006 - 2011 : Brothers and Sisters (série télévisée) : Nora Walker
- 2018 - Maniac (mini-série) - Dr. Greta Mantleray
- 2020 - Les Envoyés d'ailleurs - Janice Foster

### Productrice
- 1991 : Le Choix d'aimer
- 1995 : Les Tourments du destin (A Woman of Independent Means, feuilleton TV)
- 1996 : L'Arbre de Noël (TV)
- 1997 : The Lost Children of Berlin

### Réalisatrice
- 1996 : L'Arbre de Noël (TV)
- 2000 : De toute beauté

## Distinctions

### Récompenses
- 1976 : Emmy Award de la meilleure actrice dans un téléfilm ou une minisérie pour Sybil
- Festival de Cannes 1979 : Prix d'interprétation féminine pour Norma Rae
- 1980 : Golden Globe de la meilleure actrice dramatique pour Norma Rae
- 1980 : Oscar de la meilleure actrice pour Norma Rae
- 1985 : Golden Globe de la meilleure actrice dans un drame pour Les Saisons du cœur
- 1985 : Oscar de la meilleure actrice pour Les Saisons du cœur
- 2001 : Emmy de la meilleure actrice de second rôle dans une série dramatique pour Urgences
- 2007 : Emmy de la meilleure actrice dans une série dramatique pour Brothers and Sisters
- 2009 : Screen Actors Guild Award de la meilleure actrice dans une série dramatique pour Brothers and Sisters
- 2012 : New York Film Critics Circle Awards : meilleure actrice dans un second rôle pour Lincoln
- 2012 : Boston Society of Film Critics Awards : meilleure actrice dans un second rôle pour Lincoln
- 2012 : Dallas-Fort Worth Film Critics Association Awards : meilleure actrice dans un second rôle pour Lincoln
- 2012 : Nevada Film Critics Society Awards : meilleure actrice dans un second rôle pour Lincoln
- 2012 : African-American Film Critics Association Awards : meilleure actrice dans un second rôle pour Lincoln
- 2012 : Women Film Critics Circle Awards : Acting and Activism Award

### PRIX
- Golden Globes 1983 : Meilleure actrice dans un film musical ou une comédie pour Kiss Me Goodbye
- Golden Globes 2013 : meilleure actrice dans un second rôle pour Lincoln
- Oscars 2013 : meilleure actrice dans un second rôle pour Lincoln
- Screen Actors Guild Awards 2013 : meilleure actrice dans un second rôle pour Lincoln

## Voix francophones
En France, Monique Thierry fut la voix régulière de Sally Field pendant de nombreuses années. Ces dernières années, Catherine Davenier lui a prêté sa voix à trois reprises.
Au Québec, elle est principalement doublée par Claudine Chatel.
En France
| - Monique Thierry (*1940 - 2021) dans : - Le Privé - Absence de malice - Le Mot de la fin - Potins de femmes - Madame Doubtfire - Au-delà des lois - Destins de femmes (téléfilm) - Urgences (série télévisée) - La blonde contre-attaque - Brothers and Sisters (série télévisée) - Sylvie Feit (*1949 - 2021) dans : - Jamais sans ma fille - Où le cœur nous mène - Conviction (téléfilm) - Catherine Davenier dans : - The Amazing Spider-Man - The Amazing Spider-Man : Le Destin d'un héros - Maniac (mini-série) - Maïk Darah dans : - Cours après moi shérif - Tu fais pas le poids, shérif ! (1er doublage) - Sylviane Margollé (*1950 - 2005) dans : - Norma Rae - Le Dernier Secret du Poseidon - Marion Game (*1938 - 2023) dans : - La télé lave plus propre - Forrest Gump | - Isabelle Leprince dans : - Winning Time: The Rise of the Lakers Dynasty (en) (série télévisée) - Tom Brady à tout prix (en) Et aussi - Michèle André dans La Sœur volante (série télévisée) - Lucienne Lemaire dans La Route de l'Ouest - Catherine Lafond dans Héros - Michèle Bardollet dans La Fureur du danger - Julie Turin dans Tu fais pas le poids, shérif ! (2e doublage) - Martine Messager (*1940 - 2007) dans Les Saisons du cœur - Valérie Lemercier dans L'Incroyable Voyage (voix) - Isabelle Ganz dans Les Tourments du destin (en) (mini-série) - Claire Guyot dans L'Incroyable Voyage 2 : À San Francisco (voix) - Manoëlle Gaillard dans Trop, c'est trop ! - Brigitte Virtudes dans Le Secret de la Petite Sirène (voix) - Marianne Basler dans Lincoln - Carine Seront dans Hello, My Name Is Doris - Marie-Frédérique Habert dans Little Evil - Cathy Cerdà dans Les Envoyés d'ailleurs (mini-série) |

Au Québec
| - Claudine Chatel dans : - Suicidez-moi docteur - Retour au bercail : L'Incroyable Randonnée - Œil pour Œil - Retour au bercail 2 : Perdus à San Francisco - La Petite voix du cœur - Dites-moi que je rêve - Blonde et légale 2 : Rouge, blanc et blonde - Deux semaines - L'Extraordinaire Spider-Man - L’Extraordinaire Spider-Man 2 | - Anne Caron dans : - Embrasse-moi, je te quitte - Pour l'amour de l'argent |